# Исток (САД)
Исток (енгл. the East) је регион у САД.

## Државе истока
- Мејн
- Вермонт
- Њу Хемпшир
- Масачусетс
- Род Ајланд
- Конектикат
- Њујорк
- Њу Џерзи
- Пенсилванија
- Охајо
- Индијана
- Илиноис
- Мичиген
- Висконсин
- Мериленд
- Делавер
- Вирџинија
- Западна Вирџинија
- Северна Каролина
- Јужна Каролина
- Џорџија
- Алабама
- Мисисипи
- Тенеси
- Кентаки
- Флорида